# Lolomboli (Gunungsitoli Selatan)
Lolomboli is een bestuurslaag in het regentschap Gunungsitoli van de provincie Noord-Sumatra, Indonesië. Lolomboli telt 523 inwoners (volkstelling 2010).